# جورجيا ضمن الإمبراطورية الروسية

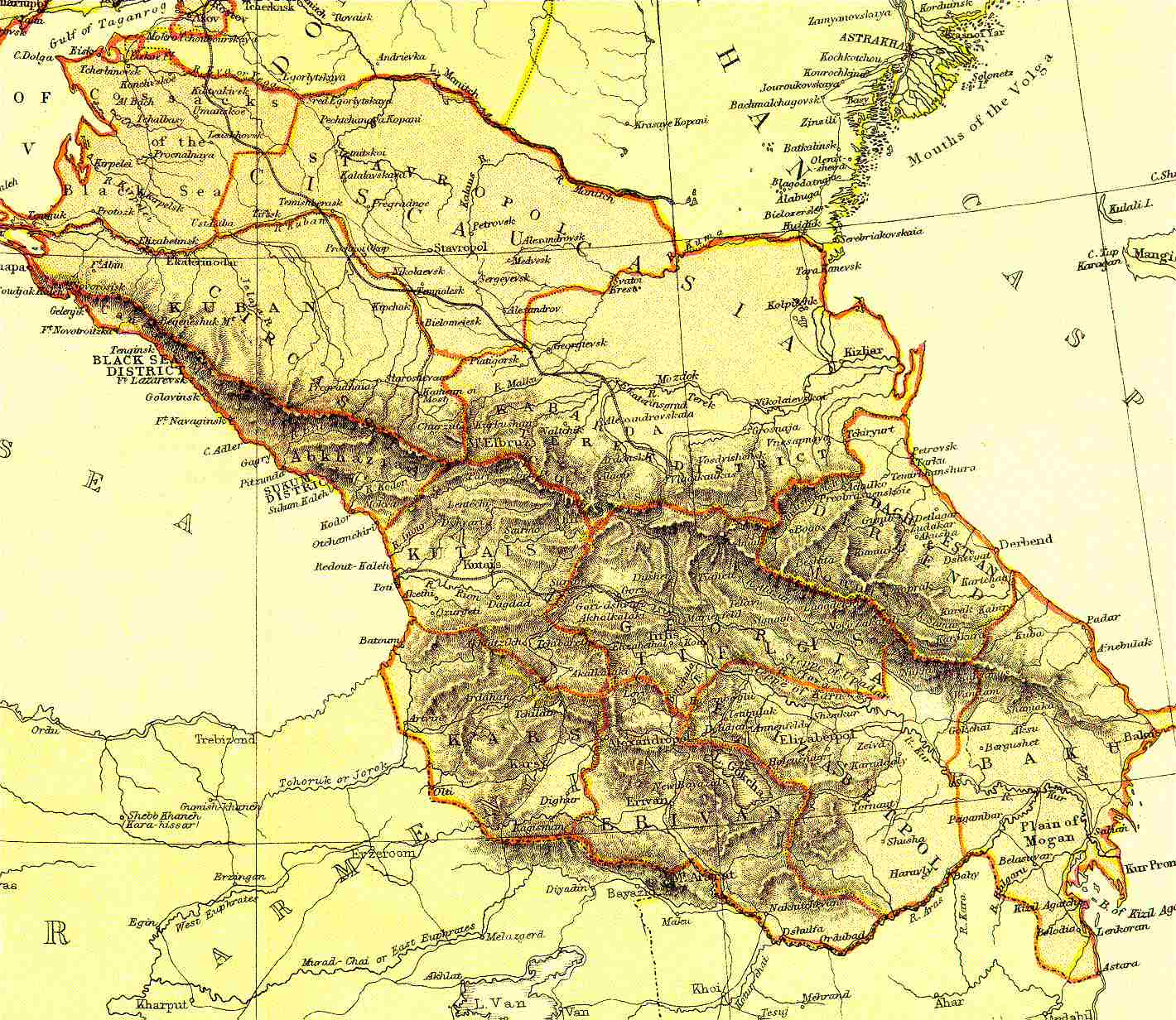

أصبحت دولة جورجيا جزءًا من الإمبراطورية الروسية في القرن التاسع عشر. تحارب العثمانيون المسلمون مع الإمبراطوريات الفارسية على العديد من الممالك والإماراتٍ الجورجية المجزأة على امتداد الحقبة الحديثة المبكرة. بحلول القرن الثامن عشر، برزت روسيا في الإقليم كقوة إمبريالية جديدة. ونظرًا إلى أن روسيا كانت دولةً مسيحية أرثوذوكسية مثل جورجيا، سعى الجورجيون بصورة متزايدة وراء عون روسي. في عام 1783، أقام ملك مملكة كارتلي كاخيتي الجورجية الشرقية هرقل الثاني تحالفًا مع الإمبراطورية الروسية، وأصبحت المملكة وفقًا لذلك التحالف محميةً روسية وتخلّت عن أي تبعية للدولة الفارسية المهيمنة. إلا أن التحالف الجورجي الروسي جاء بنتائج عكسية، إذ كانت روسيا غير راغبة بالوفاء بشروط المعاهدة وشرعت في ضم المملكة التي كانت تعجّ بالاضطرابات عام 1801، واختزلتها بمنزلة إقليم روسي (مقاطعة جورجيا). في عام 1810، ضُمّت كذلك مملكة إيميريتي الجورجية الغربية. اعتُرف بالحكم الروسي على جورجيا في النهاية بموجب عدة معاهدات سلام مع فارس والعثمانيين، وضُمّت الأراضي الجورجية المتبقية من قبل الإمبراطورية الروسية بصورة تدريجية خلال القرن التاسع عشر.
حتى عام 1918، كانت جورجيا جزءًا من الإمبراطورية الروسية. وفّر الحكم الروسي الأمن للجورجيين من التهديدات الخارجية، إلا أنه عادة ما كان بقبضة من حديد وغير مكترث بالسكان المحليين. مع حلول أواخر القرن التاسع عشر، أدى السخط على السلطات الروسية إلى حركة وطنية متعاظمة. إلا أن الحقبة الإمبريالية الروسية جلبت تغييرًا اجتماعيًا واقتصاديًا إلى جورجيا، مع ظهور طبقاتٍ جديدة: حرر إعتاق الأقنان العديد من الفلاحين، إلا أنه لم يفعل سوى القليل لتخفيف فقرهم، وخلق نمو الرأسمالية طبقةً عاملة مدينية في جورجيا. وَجد كل من العمال والفلاحين في الثورات والإضرابات تعبيرًا عن سخطهم الذي بلغ ذروته في ثورة عام 1905. ناصَر المناشفة الاشتراكيون، الذين أضحوا القوة الساسية المهيمنة في جورجيا خلال السنوات الأخيرة من الحكم الروسي، قضية العمال والفلاحين. نالت جورجيا في نهاية المطاف استقلالها عام 1918 نتيجة انهيار الإمبراطورية الروسية في الحرب العالمية الأولى أكثر مما كان ذلك نتيجة جهود الاشتراكيين والقوميين.

## الخلفية: العلاقات الروسية الجورجية قبل عام 1801
بحلول القرن الخامس عشر، كانت مملكة جورجيا المسيحية قد أضحت مجزأةً إلى سلسلة من الولايات الصغيرة التي تحاربت من أجلها الإمبراطوريتيان الإسلاميتان في الإقليم، تركيا العثمانية وفارس الصفوية. قَسّمت معاهدة أماسيا عام 1555 أراضي جنوب القوقاز رسميًا إلى مجالات نفوذ فارسية وعثمانية مستقلة. مُنح العثمانيون مملكة إيميريتي وإمارة سامتسخه الجورجيتين، إضافةً إلى أراضٍ على طول ساحل البحر الأسود غربًا. في الشرق، أُدرجت مملكتا كارتلي وكاخيتي وممالك إسلامية عديدة على طول ساحل بحر قزوين ضمن السيطرة الفارسية.
غير أن قوةً إمبريالية جديدة برزت في الشمال خلال النصف الثاني من القرن، هي دولة موسكوفي الروسية، التي كانت تشترك مع جورجيا بالديانة الأورثوذوكسية. بدأت الاتصالات الدبلوماسية بين مملكة كاخيتي الجورجية وموسكو في عامي 1858 و1859، عرض القيصر فيودور الأول وضع المملكة تحت حمايته. ومع ذلك، لم تصل سوى حماية هشة بينما كان الروس ما يزالون بعيدين جدًا عن إقليم جنوب القوقاز لتحدّي السيطرة والهيمنة العثمانية أو الفارسية بنجاح. لم تتمكن روسيا من تحقيق تقدّم عسكري هام جنوب القوقاز سوى في مطلع القرن الثامن عشر. في عام 1722، استغل بطرس الأكبر الفوضى والاضطراب في الإمبراطورية الصفوية الفارسية ليقوم بحملة ضدها، في حين أقام تحالفًا مع فاختانغ السادس، حاكم كارتلي الجورجي وحاكم الإقليم المُعيَّن من قبل الصفويين. ومع ذلك، فشِل الجيشان في الاتحاد وانسحب الروس مجددًا باتجاه الشمال، تاركين الجورجيين تحت رحمة الفرس. قضى فاختانغ آخر أيامه في المنفى في روسيا.
وجّه خليفة فاختانغ، هرقل الثاني ملك كارتلي كاخيتي منذ عام 1762 حتى عام 1798، أنظاره إلى روسيا من أجل الحماية في وجه الهجمات الفارسية والعثمانية. أقام ملوك الولايات الجورجية الرئيسية الأخرى، إيمريتي (في جورجيا الغربية)، اتصالاتٍ مع روسيا، ساعين وراء حمايةٍ من العثمانيين. اتخذت الإمبراطورة الروسية كاثرين العظيمة مجموعةً من المبادرات لتعزيز النفوذ الروسي في القوقاز وتقوية الوجود الروسي على الأرض. اشتملت هذه المبادرات على تقوية خطوط الدفاع التي أُقيمت في وقت سابق من القرن من قبل بطرس الأكبر، ونَقلت المزيد من القوزاق إلى الإقليم لتأدية الخدمة العسكرية كحرس للحدود وبناء حصون جديدة.
اندلعت الحرب بين الروس والعثمانيين عام 1768، إذ سعت كلا الإمبراطوريتين لتأمين سلطتها في القوقاز. بين عامي 1769 و1772، خاضت مجموعة من القوات الروسية تحت قيادة الجنرال توتليبين معركةً ضد الغزاة الأتراك في إيميريتي وكارتلي كاخيتي. قطع توتليبين وقواته مجرى الأحداث، إذ أرسى تحركهم من الشمال إلى الجنوب عبر محور الجبال القوقازية الأسس لما سيصبح رسميًا من خلال التطويق الروسي على مدى القرن التالي الطريق السريع العسكري الجورجي، الطريق البري الرئيسي عبر الجبال. أنهت معاهدة كيتشوك كاينارجي الحرب بين الروس والعثمانيين عام 1774.
في عام 1783، وَقّع هرقل الثاني معاهدة جورجيفسك مع كاثرين، التي وافقت بموجبها كارتلي كاخيتي على التخلي عن الولاء لأي دولة باستثناء روسيا، مقابل الحماية الروسية. غير أنه مع اندلاع حرب روسية تركية أخرى عام 1787، سحب الروس قواتهم من الإقليم للاستفادة منهم في مكان آخر، تاركين مملكة هرقل دون حماية. في عام 1795، وجّه الشاه الفارسي الجديد، آغا محمد خان، إنذارًا إلى هرقل، مطالبًا إياه بقطع العلاقات مع روسيا أو مواجهة الغزو. تجاهل هرقل الإنذار معوّلًا على العون الروسي الذي لم يصل. نفّذ آغا محمد خان تهديده واستولى على العاصمة تبليسي وأحرقها، بينما كان يسعى إلى استعادة السيادة التقليدية لبلاد فارس على الإقليم.

## الضم الروسي للأراضي

### جورجيا الشرقية
على الرغم من فشل روسيا في احترام شروط معاهدة جورجيفسك، شعَر الحكام الجورجيون بأنه ليس ثمة مكان آخر يلجأون إليه. كان الفرس قد نهبوا تبليسي وأحرقوها، مخلفين 20 ألف قتيل. غير أن آغا خان اغتيل عام 1797 في شوشا، الأمر الذي تلاه إرخاء إيران لقبضتها على جورجيا. توفي هرقل في العام التالي، تاركًا العرش لابنه المريض والعاجز جيورجي الثاني عشر. بعد وفاة جيورجي في 28 ديسمبر 1800، تمزقت المملكة بين مزاعم وريثين خصمين، دافيت ولولون. ومع ذلك، كان قيصر روسيا بافل الأول قد قرر ألا يتوَّج أي من المرشحَين ملكًا. وعوضًا عن ذلك ألغيت المَلَكية وأديرت البلاد من قبل روسيا. وُقِّع مرسوم دمْج كارتلي كاخيتي في الإمبراطورية الروسية، الأمر الذي أُكّد من قبل القيصر أليكساندر الأول في 12 أيلول 1801. ردَّ المبعوث الجورجي في سان بطرسبرغ، غارسيفان تشافتشافادزة، بمذكرة احتجاج قُدّمت إلى نائب المستشار الروسي أليكساندر كوراكين. في مايو 1801، أطاح الجنرال الروسي كارل هنريش فنون كنورنيغ بوريث العرش، ديفيد باتونيشفيلي، وعيَّن حكومةً مؤقتة ترأسها الجنرال إيفان بيتروفيتش لازاريف. كان لدى كنورينغ أوامر بإبعاد جميع الأفراد الذكور وبعض الإناث من العائلة الملكية إلى روسيا. لم يقبل بعض النبلاء الجورجيون بالمرسوم حتى أبريل عام 1802، حين احتجز الجنرال كنورينغ النبلاء في كاتدرائية سيوني في تلبيسي وأرغمهم على أداء اليمين على التاج الإمبراطوري لروسيا، واعتُقل من لم يوافق على ذلك.
عندئذ وبعد أن تمكنت روسيا من استخدام جورجيا كجسر عبور لتوسّعٍ أبعد جنوب القوقاز، شعرت فارس والإمبراطورية العثمانية بالتهديد.